# Шоу жахів Роккі Хоррора
«Шоу жахів Рокі Горора» (англ. The Rocky Horror Picture Show) — музичний, комедійний фільм жахів режисера Джима Шермана.
Екранізація популярного британського мюзиклу. Сценарій до фільму написаний Шерманом та O'Брайаном, являє собою пародію на науково-фантастичні фільми та фільми жахів від кінця 1940-х до початку 1970-х. Входить до числа класичних культових фільмів. З 2005 року входить в національний реєстр фільмів Бібліотеки Конгресу США, як такий, що є «культурно, історично та естетично визначним».

## Сюжет
Сюжет фільму фантасмагоричний та побудований у вигляді спогадів криміналіста про історію, яка трапилась з щойно зарученими Джанет Вайс і Бредом Мейджерсом. Пара вирушає навідати професора, в якого колись навчався Бред. В дорозі їх автомобіль ламається і вони змушені піти до замку, що знаходиться неподалік, в надії скористатись там телефоном. Їх зустрічає група дивних, ексцентричних людей, які проводять Щорічну Трансильванську Конференцію. Разом з ними Джанет і Бред зустрічають хазяїна замку, доктора Френка ен Фертера, який сам себе називає «милим трансвеститом з Трансильванії». Доктор Фертер довгий час працює над відкриттям «секрету життя» і, незадовго після прибуття Джанет і Бреда, його творіння, Роккі, оживає. Під час «презентації» Роккі, на мотоциклі з'являється Едді, колишній коханець Френка, який зрадив йому з Коламбією, за що Френк забрав частину його мозку для Роккі. У пориві ревнощів Френк вбиває Едді, та разом з Роккі вирушає до номера для наречених.
Бреда та Джанет проводять до окремих спалень, де кожен з них був почергово зваблений Френком, який вдавав Бреда (коли відвідував Джанет), а потім Джанет (коли відвідував Бреда). Засмучена Джанет шукає Бреда, а знаходить Роккі, який ховається від слуги Френка Ріфф Раффа, що знущався з нього. Вона оглядає рани Роккі й між ними виникає інтимна близькість. Джанет зраджує Бреду з Роккі, що спостерігають через монітор зі своєї спальні Маджента і Коламбія.
В цей час в замку з'являється доктор Еверет фон Скот, той самий професор, що навчав Бреда, який говорить, що шукає свого племінника Едді. Френк підозрює професора в тому, що він досліджує НЛО для уряду. Дізнавшись про зв'язок фон Скота з Бредом і Джанет, він починає підозрювати їх всіх у змові. Потім Френк, Бред і доктор Скот знаходять Роккі й Джанет під ковдрою в ліжку Роккі. Неприємний момент перериває звук дзвону, яким Маджента запрошує всіх на вечерю.
Несподівано гостям стає зрозуміло, що страва, яку вони їдять, приготована із залишків тіла Едді. Френк у пориві гніву переслідує Джанет, щоб «розкрити їй очі» на те, що вона вагітна. Пізніше учасники трапези зустрічаються з Френком у лабораторії, де він перетворює всіх на статуї за допомогою свого винаходу. Далі вони (за винятком доктора Скота, який знаходиться в інвалідному візку) змушені брати участь у кабаре-шоу, та напіворгії в басейні, з Френком в головній ролі.
Виставу переривають Ріфф-Рафф і Маджента, які оголошують, що вони й Френк є прибульцями з галактики Трансильванія. Вони влаштовують переворот, для того, щоб повернутись на рідну планету, в процесі якого вбивають Коламбію, Роккі та Френка, який, за їх словами, провалив свою місію на Землі. Вони відпускають Бреда, Джанет і доктора Скота, а потім залишають планету, разом з усім замком.

## Ролі
Тім Каррі — Френк ен Фертер
Ексцентричний трансвестит з далекої планети.
Сьюзен Сарандон — Джанет Вайс
Мила та наївна дівчина, наречена Бреда Мейджерса.
Баррі Боствік — Бред Мейджерс
Річард О'Брайан — Ріфф-Рафф
Слуга доктора Фертера, прибулець.
Патрісія Квин — Маджента
Покоївка в домі доктора Фертера, прибулець.
Неллі Кембел — Коламбія
Коханка доктора Фертера. За її словами, Френк проміняв її на Едді, в якого сама ж вона згодом закохалась.
Джонатан Адамс — доктор Еверетт фон Скот
Вчений, викладав у Бреда природничі науки. Підозрює Френка у вбивстві племінника — Едді.
Міт Лоуф — Едді.
Рокер, мотоцикліст. Колишній коханець Френка. Зрадив йому з Коламбією. Став донором половини мозку для Роккі. В кінці став обідом для Френка та його гостей.
Чарльз Грей — криміналіст, оповідач історії.
Пітер Хінвуд — Роккі Хоррор
Останнє творіння Френка. Дурненький качок в золотистих трусах. Фертер створив його, щоб використовувати як коханця. Зрадив Френку з Джанет. Загинув від рук Ріфф Раффа.

## Цікаві факти
- В п'ятій серії другого сезону американського телесеріалу «Хор» учасники хору «Нові напрямки» роблять закриту постановку мюзиклу «Шоу жахів Роккі Хоррора»
- Головні герої роману Стівена Чбоскі «Переваги скромників» та однойменного фільму беруть участь у постановках мюзиклу «Шоу жахів Роккі Хоррора» в місцевому альтернативному театрі.